# Wapta Icefield
Wapta Icefield är en glaciär i Kanada.   Den ligger i provinsen Alberta, i den centrala delen av landet, 3 000 km väster om huvudstaden Ottawa. Wapta Icefield ligger 2 642 meter över havet.
Terrängen runt Wapta Icefield är bergig österut, men västerut är den kuperad.Trakten runt Wapta Icefield är nära nog obefolkad, med mindre än två invånare per kvadratkilometer.. Det finns inga samhällen i närheten. 
Trakten runt Wapta Icefield är permanent täckt av is och snö.